# Bredia
Bredia es un género  de plantas fanerógamas pertenecientes a la familia Melastomataceae.   Comprende 38 especies descritas y de estas, solo 13 aceptadas.

## Taxonomía
El género fue descrito por Carl Ludwig Blume y publicado en Museum Botanicum 1: 24, en el año 1849.

## Especies aceptadas
A continuación se brinda un listado de las especies del género Bredia aceptadas hasta febrero de 2013, ordenadas alfabéticamente. Para cada una se indica el nombre binomial seguido del autor, abreviado según las convenciones y usos:
- Bredia biglandularis C. Chen
- Bredia dulanica C.L. Yeh, S.W.Chung & T.C. Hsu
- Bredia esquirolii (H. Lév.) Lauener
- Bredia fordii (Hance) Diels
- Bredia hirsuta Blume
- Bredia laisherana C.L. Yeh & C.R. Yeh
- Bredia longiloba (Hand.-Mazz.) Diels
- Bredia microphylla H.L. Li
- Bredia oldhamii Hook. f.
- Bredia quadrangularis Cogn.
- Bredia sessilifolia H.L. Li
- Bredia sinensis (Diels) H.L. Li
- Bredia yunnanensis (H. Lév.) Diels